# Nuño Gómez
Nuño Gómez è un comune spagnolo di 154 abitanti situato nella comunità autonoma di Castiglia-La Mancia.